# アラバマ州の旗
アラバマ州の旗（アラバマしゅうのはた）は、アメリカ合衆国アラバマ州の州旗。1895年2月16日に成立している。聖アンデレ十字を基にしたものであり、外形については長方形や正方形の指定は無い。成立には南軍旗の影響があると言われている。

## 歴史

?1861年から1865年までの旗、表面
?1861年から1865年までの旗、裏面